# Peritrichia tristis
Peritrichia tristis är en skalbaggsart som beskrevs av Hermann Burmeister 1844. Peritrichia tristis ingår i släktet Peritrichia och familjen Melolonthidae. Inga underarter finns listade i Catalogue of Life.